# くびき

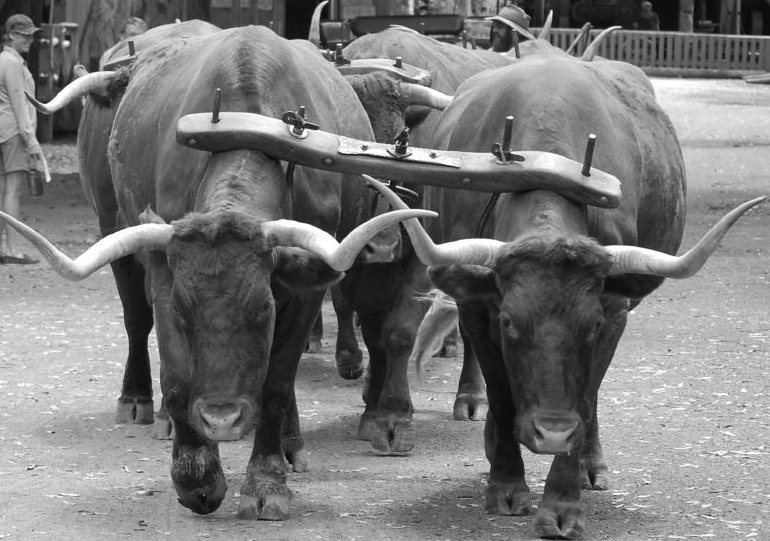
2頭の牛をつなぐくびき

くびき（軛、衡、頸木）とは、牛、馬などの大型家畜（輓獣）を犂や馬車、牛車、かじ棒に繋ぐ際に用いる木製の棒状器具である。

## 概要
家畜を使って耕運作業、車輌の牽引などをする場合は、それぞれの個体の頸部にくびきを挟み、そこに轅（ながえ）を取り付けて犂や車につないで用いる。牛車などに一頭のみで用いるものもある。くびきの利用は、数千年以上前から世界各地で確認され、印欧祖語の語彙にも含まれていたと考えられている。（yugóm英語版wiktionary）日本語では意味が広がり、荷車や人力車で人が輓くため握る棒（二本の轅[ながえ]で車体につながる）もくびきという。

## 歴史的意義
馬は正しい頸木を用いず車・犂・橇などの重量物を牽引させると、呼吸が妨げられるので実力の半分も出せない。
人間が「首を吊るようにかけた縄輪で牽引する」「棒の両端に縄をつけ、腕と胸で押す」「リュックサックのような帯を両肩につけ、それで牽引する」では牽引できる重量が極端に違うが、それに似ている。
牛は比較的簡単な装具で牽引させられるため、先に牛を用いる農耕が普及した。
馬の呼吸を妨げない頸木の完成は、馬に重い鋤を引かせることが可能になることにつながった。それは農業生産力を大幅に増した。